# Малое Плоское
Малое Плоское — опустевшая деревня в Лихославльском районе Тверской области.

## География
Находится в центральной части Тверской области на расстоянии приблизительно 18 км на север-северо-восток по прямой от районного центра города Лихославль.

## История
Деревня была отмечена как Малая Плоская ещё на карте Менде, состояние местности на которой соответствует 1848 году. В 1859 году здесь (деревня Новоторжского уезда) было учтено 27 дворов. До 2021 входила в Сосновицкое сельское поселение Лихославльского района до его упразднения.

## Население
Численность населения: 163 человека (1859 год), 0 как в 2002 году, так и в 2010.